# King’s Theatre (Glasgow)

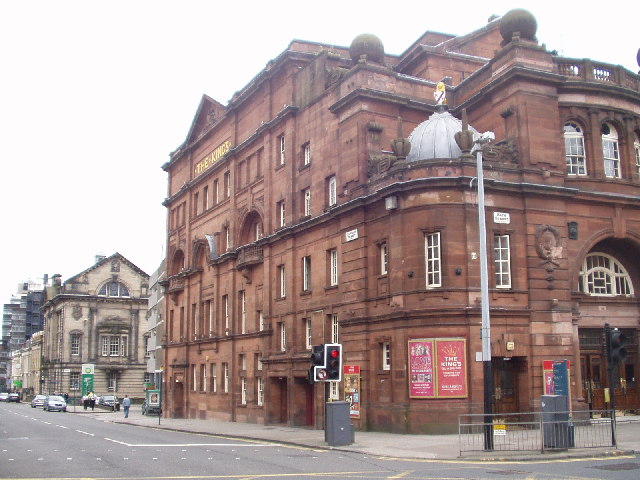
King’s Theatre

Das King’s Theatre ist ein Theater in der schottischen Stadt Glasgow. 1970 wurde das Bauwerk in die schottischen Denkmallisten in der höchsten Denkmalkategorie A aufgenommen.

## Geschichte
Das King’s Theatre wurde nach einem Entwurf von Frank Matcham erbaut. Die Stuckarbeiten führte McGilvray & Ferris aus. Die Gesamtkosten beliefen sich auf 50.000 £. Am 12. September 1904 fand die Eröffnung statt. 1914 wurde die Raumdecke durch William Beattie-Brown neu gestaltet. Zwölf Jahre später wurde das Gebäude überarbeitet. 1961 wurde das Theater restauriert und 1984 ein Bürogebäude hinzugefügt. Die Eigentümer Howard & Wyndham veräußerten das King’s Theatre 1967 an die Stadt Glasgow. 2008 wurde der Innenraum in seinem ursprünglichen Zustand restauriert.
Howard & Wyndham ließen das Theater als Ergänzung zu ihrem Theatre Royal erbauen. Es fokussiert auf Tanzaufführungen, Musicals sowie komödiantische und akrobatische Aufführungen. Als Glasgow 1980 Kulturhauptstadt Europas war, fand die Eröffnungsveranstaltung im King’s Theatre statt.

## Beschreibung
Das neobarocke Gebäude steht an der Kreuzung der Bath Street mit der Elmbank Street westlich des Glasgower Stadtzentrums. Sein Mauerwerk besteht aus poliertem rotem Sandstein. Die nordexponierte Hauptfassade entlang der Bath Street ist sieben Achsen weit. Die beiden Eingangsportale sind tief in rundbögige Öffnungen mit verglasten Tympana eingelassen. Breite rustizierte Pilaster flankieren die Portale. Die Drillingsrundbogenfenster darüber treten in einem flachen Bogen aus der Fassade heraus. Sie sind mit Pilastern und abschließender steinerner Balustrade ornamentiert. Die drei Achsen weite Gebäudekante ist gerundet und schließt mit einer geschwungenen Haube. Die Fassade entlang der Elmbank Street ist asymmetrisch aufgebaut. Sie ist mit zwei rundbögigen Aussparungen und abschließendem Giebel gestaltet.